# محمود السباع
محمود السباع (24 يناير 1911  - 27 فبراير 1989 )، هو ممثل مصري. تخرج في معهد التمثيل ثم سافر إلى بريطانيا لدراسة الإخراج في معهد لندن وسافر إلى الولايات المتحدة لدراسة التليفزيون بجامعة بوسطن عمل مخرجا اذاعيا ابتداء من عام 1954 ثم مراقبا للتمثيليات بالتليفزيون عام 1962. عين مديرا للمسرح الكوميدى عام 1967.
كتب السيناريو والحوار لبعض الأفلام منها: "هدمت بيتي"1946 «غدر وعذاب» 1948 «المرأة» 1949. ظهر في ادوار متنوعة اغلبها الشرير برز في دور التاجر المفلس في «الفتوة».

## فيلموجرافيا

### تمثيل
1. الرسالة (1976): لعب دور عبد الله بن أبي ابن سلول.
2. احترسي من الرجال يا ماما (1975)
3. غرام في الطريق الزراعي (1971)
4. المتمردون (1968)
5. عدو قاهر الاطلانتيس (1966)
6. القصر الملعون (1962)
7. نصف عذراء (1961)
8. قيس وليلى (1960).... منازل
9. حسن ونعيمة (1959)
10. الأخ الكبير (1958)
11. مجرم في إجازة (1958)
12. الفتوة (1957)
13. أمريكاني من طنطا (1954)
14. كدت أهدم بيتي (1954)
15. ماليش حد (1953)
16. اللص الشريف (1953)
17. من غير وداع (1951)
18. دماء في الصحراء (1950)
19. المرأة (1949)
20. المرأة شيطان (1949)
21. ابن الفلاح (1948)
22. ورد شاه (1948)
23. خلود (1948)
24. شمشون الجبار (1948)
25. حياة حائرة (1948)
26. المنتقم (1947)
27. غدر وعذاب (1947)
28. معروف الإسكافي (1947)
29. شبح نص الليل (1947)
30. الجولة الأخيرة (1947)
31. دايما في قلبي (1946)
32. هدمت بيتي (1946)
33. لاشين (1938)
34. نشيد الأمل (1937)
35. البيضة والحجر (1988)

### تأليف
1. الشك القاتل (1953) حوار
2. المرأة (1949) سيناريو
3. غدر وعذاب (1947) سيناريو
4. هدمت بيتي (1946) سيناريو وحوار